# Bäcksjön, Närke
Bäcksjön är en sjö i Hallsbergs kommun i Närke och ingår i Norrströms huvudavrinningsområde. Sjön har en area på 0,169 kvadratkilometer och ligger 87,1 meter över havet. Sjön är cirka 400 m i diameter och största djupet är 3,9 meter. I sydöstra kanten ligger Östansjö där även en av kommunens populäraste badplatser finns.
Fisket i sjön är fritt med handredskap och det finns bl.a. gädda och abborre.

## Delavrinningsområde
Bäcksjön ingår i delavrinningsområde (655269-144984) som SMHI kallar för Namn saknas. Medelhöjden är 80 meter över havet och ytan är 55,57 kvadratkilometer. Räknas de 2 avrinningsområdena uppströms in blir den ackumulerade arean 99,71 kvadratkilometer. Kvismare Kanal som avvattnar avrinningsområdet har biflödesordning 2, vilket innebär att vattnet flödar genom totalt 2 vattendrag innan det når havet efter 242 kilometer. Avrinningsområdet består mestadels av skog (22 procent), öppen mark (16 procent) och jordbruk (55 procent). Avrinningsområdet har 0,16 kvadratkilometer vattenytor vilket ger det en sjöprocent på 0,3 procent. Bebyggelsen i området täcker en yta av 0,84 kvadratkilometer eller 2 procent av avrinningsområdet.